# Sorradile
Sorradile (sardinski: Sorradìle) je grad i općina (comune) u pokrajini Oristanu u regiji Sardiniji, Italija. Nalazi se na nadmorskoj visini od 337 metara i ima 379 stanovnika.
 Prostire se na 26,34 km². Gustoća naseljenosti je 14 st/km².
Susjedne općine su: Ardauli, Bidonì, Boroneddu, Ghilarza, Nughedu Santa Vittoria, Olzai, Sedilo i Tadasuni.